# Metavargula bradfordi
Metavargula bradfordi är en kräftdjursart som beskrevs av Louis S. Kornicker 1979. Metavargula bradfordi ingår i släktet Metavargula och familjen Cypridinidae. Inga underarter finns listade i Catalogue of Life.